# ÖBB 1216
Die Reihe 1216 der Österreichischen Bundesbahnen (ÖBB) ist eine vierachsige elektrische Universallokomotivreihe die seit 2005 im Einsatz ist. Alle Fahrzeuge der Reihe sind Mehrsystem-Drehstromlokomotiven und mit Wendezug- sowie Vielfachsteuerung ausgestattet. Seit 2006 werden die Lokomotiven im grenzüberschreitenden Planverkehr eingesetzt.

## Geschichte
Auf Initiative des damaligen Verkehrsministers Streicher gab die ÖBB Mitte der 1980er Jahre für den Gütertransitverkehr Österreich–Italien bei SGP/ABB/Siemens fünf Prototypen der Reihe 1822 in Auftrag. Eine Serienbeschaffung unterblieb. Die fünf Prototypen fanden viele Jahre vor den Korridorzügen von Innsbruck nach Lienz Verwendung. Auch waren sie bis zur Inbetriebnahme der Reihen 1016 und 1116 bei den ÖBB die einzigen Mehrsystemlokomotiven im gesamten Fuhrpark.

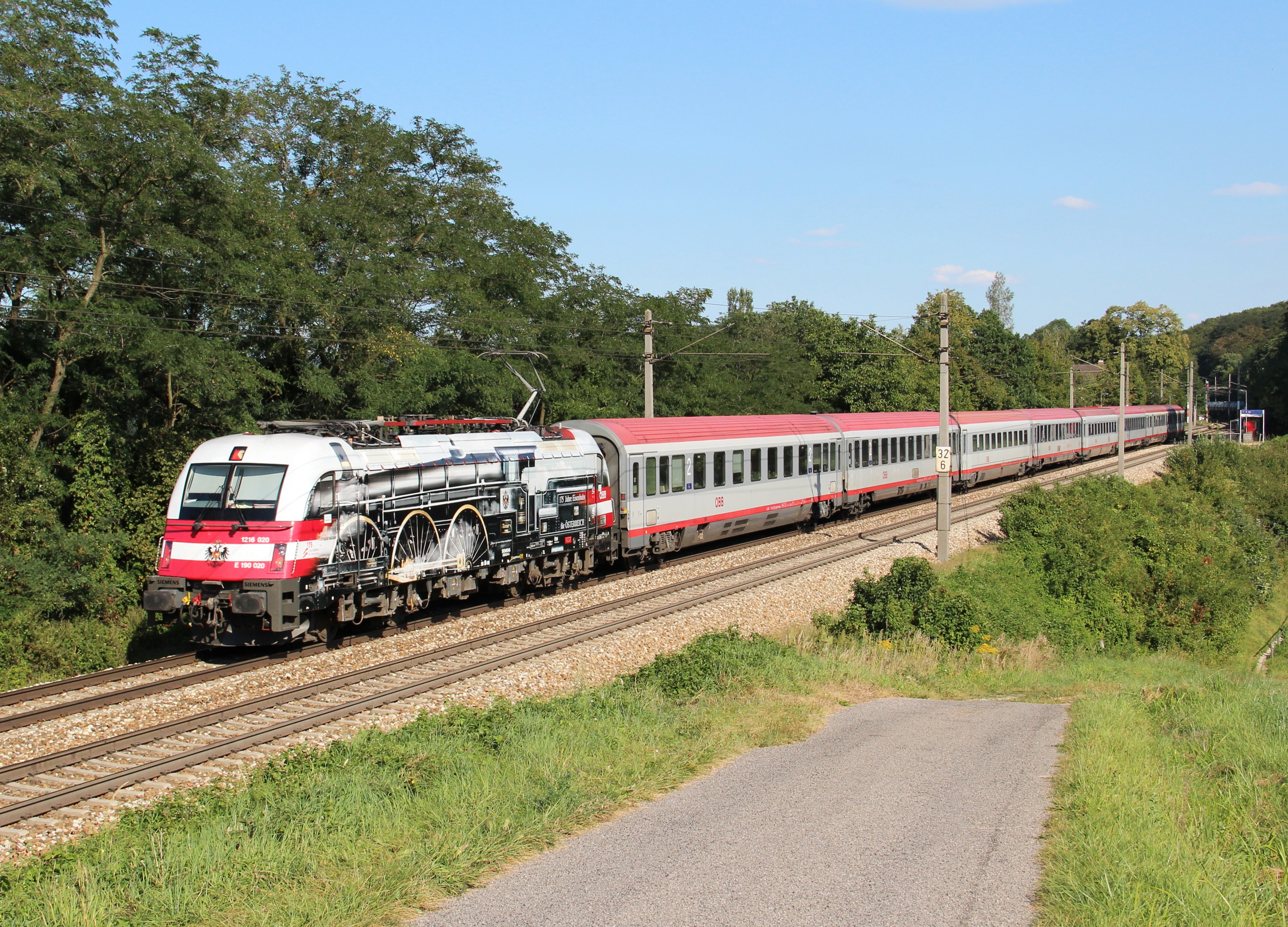
Die 1216 020 wirbt für 175 Jahre Eisenbahn für Österreich

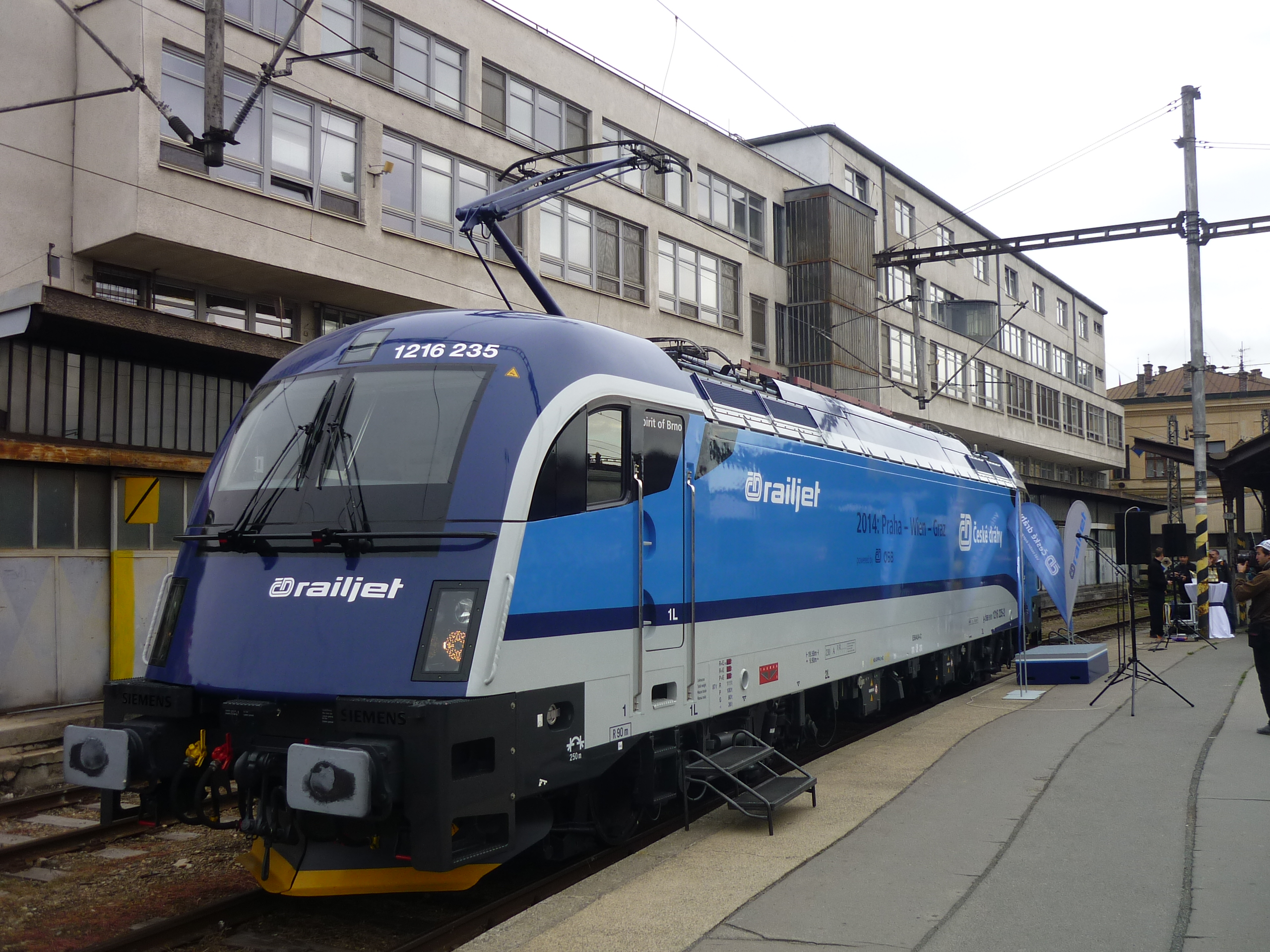
1216 235 im Railjet-Design der ČD in Brünn

Im Oktober 2003 verwandelten die ÖBB den Abruf für die letzten 68 Lokomotiven der Reihe 1116 in einen Abruf für 50 weiterentwickelte Lokomotiven, die als Dreisystemmaschinen auch unter 3 kV Gleichspannung fahren können.
Einsatzgebiete der ÖBB-Lokomotiven sind die Nachbarländer Österreichs, insbesondere Italien und Slowenien.
Am 31. März 2005 wurden die ersten drei Lokomotiven feierlich an die ÖBB übergeben.
Die ersten Lokomotiven wurden dafür mit folgenden länderspezifischen Paketen ausgerüstet:
- 1216 001–025 als Variante A für Österreich, Deutschland, Italien und Slowenien (1450 mm breite Palette bei DC-Stromabnehmern)
- 1216 141–150 als Variante B für Österreich, Deutschland und Slowenien (1450 mm breite Palette bei DC-Stromabnehmern)
- 1216 226–240 als Variante C für Österreich, Deutschland, Tschechien und die Slowakei (1950 mm breite Palette bei DC-Stromabnehmern)

Wegen Verzögerungen bei der Streckenzulassung in Tschechien und der Slowakei wurden die 1216 227–231 in Slowenien-taugliche Einheiten (Variante B) umgebaut und im April 2007 in 1216 127–131 umgezeichnet, was mittlerweile wieder rückgängig gemacht wurde. Ebenfalls im April 2007 wurde die 1216 232 für Zulassungsfahrten mit 200 km/h in Italien in die 1216 032 umgebaut.
Lokomotiven der Reihe 1216 werden seit Mai 2010 vor den DB-ÖBB-EC zwischen Norditalien und München grenzüberschreitend eingesetzt und erreichen Verona, Bologna und Venedig im fahrplanmäßigen Personenverkehr.
Uneingeschränkt waren die Lokomotiven außer in Österreich und Deutschland zunächst nur in Slowenien zugelassen. Die Zulassung für Italien erforderte den Einbau von Fahrzeuggeräten der Zugbeeinflussung SCMT. Zunächst konnten die für Italien ausgelegten Lokomotiven nicht freizügig eingesetzt werden, sondern es musste für jede Lokomotive um eine Einzelgenehmigung inklusive Zuschreibung zu einem italienischen Eisenbahnverkehrsunternehmen angesucht werden. Seit Sommer 2016 können die 1216.0 freizügig im Personen- und Güterverkehr eingesetzt werden.
In Tschechien standen einer Zulassung die nicht gegen Störströme eingerichteten Gleisfreimeldeanlagen entgegen. Erst nachdem die Hauptstrecken auf Achszähler umgerüstet worden waren, waren die Loks ab 2008 auf der Strecke (Wien–) Břeclav–Prag–Děčín (–Dresden) zugelassen. Die Zulassung für die Slowakei ist aus dem gleichen Grund nicht möglich. Seit dem Fahrplanwechsel im Dezember 2008 wurden die 1216 vor den EC-Zügen (Graz–Wiener Neustadt–) Wien–Břeclav–Prag (–Berlin) eingesetzt. Ein ursprünglich geplanter Durchlauf bis Dresden wurde dabei jedoch nicht realisiert, in Prag findet ein Lokwechsel statt. Im Fahrplanjahr 2010 erreichte jedoch planmäßig eine 1216 der ÖBB mit einem EN-Zugpaar Dresden Hbf.

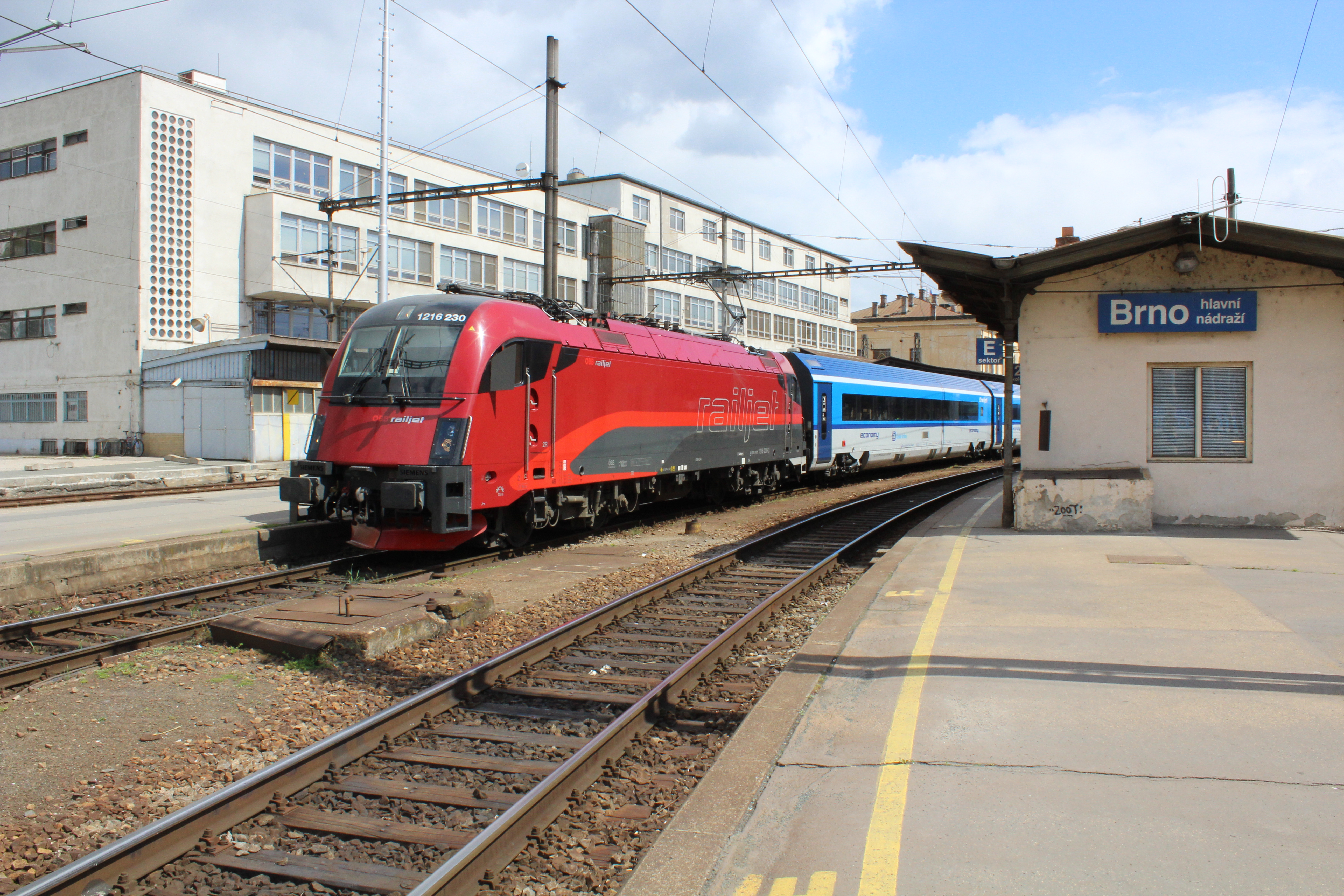
1216 230 der ÖBB mit einem RJ

Am 9. April 2013 wurde die 1216 229 als erste 1216 im Railjet-Design fertiggestellt. Sie wird eine von drei 1216 (229–231) sein, die mit ÖBB-Railjet-Garnituren zwischen Graz und Prag verkehren werden, die restlichen sieben dafür verwendeten 1216 werden im ČD-Railjet-Design lackiert. Als erste 1216 im ČD-Design verließ die 1216 235 am 13. September 2013 die Hauptwerkstatt Linz, sie wurde am 18. September offiziell in Brünn präsentiert. Im Laufe des Frühjahrs 2014 folgten die 1216 233, 234, 236, 237, 249 (ex 149) und 250 (ex 150).
Im Laufe des Jahres 2014 wurden die 1216 233 bis 237 sowie 249 und 250 mit den fabrikneuen RJ-Garnituren 001 bis 007 an die ČD übergeben. Während die Garnituren Eigentum der tschechischen Staatsbahn sind, werden die Lokomotiven von den ÖBB gestellt. Seit Dezember 2014 verkehren die sieben ČD-Garnituren gemeinsam mit drei ÖBB-RJ-Garnituren im Zweistundentakt zwischen Graz und Prag.
Im September 2014 war die 1216 147 der ÖBB erstmals zu Probefahrten in Kroatien unterwegs. Dazu wurde die Palette eines der beiden äußeren Wechselspannungsstromabnehmer (1950 mm für Österreich und Deutschland) gegen eine mit einer Breite von 1600 Millimetern getauscht. Mittlerweile hat die 1216 147 die Zulassung in Kroatien erlangt, die 1216 141–146 und 148 wurden bereits ebenfalls derartig umgerüstet.

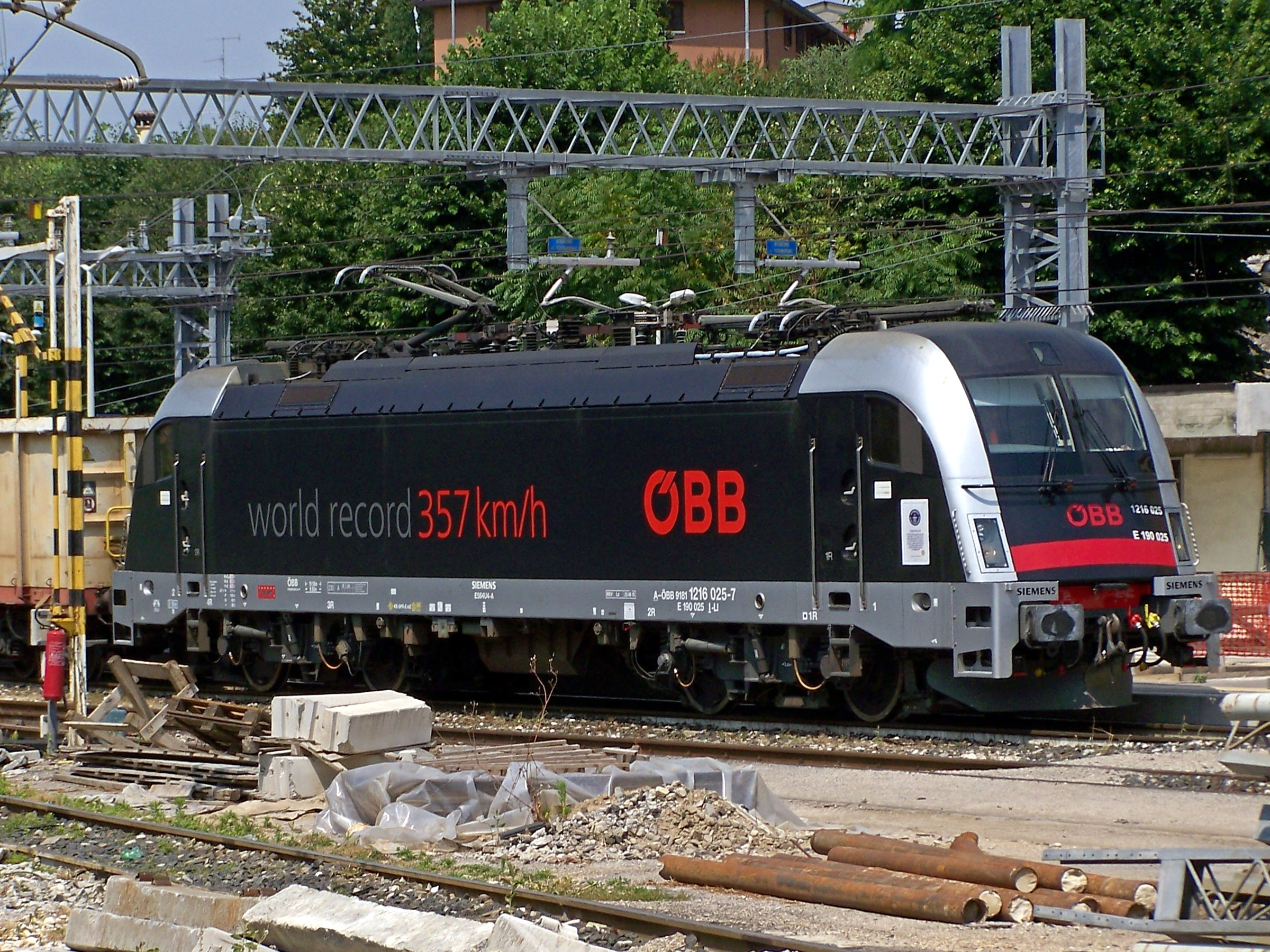
ÖBB 1216 025 im Weltrekord-Design

Die 1216 017 – 020 werden seit Dezember 2017 im Railjet-Verkehr zwischen Wien Hbf und Venezia Santa Lucia via Pontebbana eingesetzt. Zwei weitere Loks folgten im Jahr 2019, um den erhöhten Bedarf an italientauglichen Railjet-Loks ab Dezember 2019 aufgrund des neuen Zugpaares Wien – Bolzano/Bozen abdecken zu können.
Seit Juni 2019 erreichen die 1216 der ÖBB planmäßig mit einem ČD-Railjet von Praha hl.n. kommend die slowakische Hauptstadt Bratislava. Der ČD-Railjet 256/257 wird seit Juli 2020 von Prag über Dresden nach Berlin verlängert, ebenfalls bespannt mit einer 1216.
Die 1216 025 der ÖBB wurde nach der Weltrekordfahrt umlackiert und wird nun in dunkelgrauem Farbkleid mit auf den Weltrekord hinweisenden Aufschriften in Österreich, Deutschland, Slowenien und Italien im Planverkehr, hauptsächlich mit Güterzügen, eingesetzt.
Seit der Einführung der Reihe 1293 kommen die Lokomotiven der Reihe 1216 nur mehr vereinzelt im Güterverkehr zum Einsatz. Im Fahrplanjahr 2022 bespannten die italientauglichen Maschinen 1216.0 sämtlichen Tages-Schnellzugverkehr nach Italien über die Brennerbahn und Pontafelbahn sowie auch den Nachtzug Villach–Venedig. Über die Karawankenbahn bewältigen die Lokomotiven der Reihe 1216.1 sämtlichen Schnellzugverkehr zwischen Villach und Ljubljana, wobei sie bis an die kroatische Grenze bei Dobova durchlaufen. Die für Tschechien zugelassenen Lokomotiven der Reihe 1216.2 werden vorwiegend im Schnellzugverkehr auf der Nordbahn eingesetzt. Kürzester Einsatz der Reihe 1216 ist die Bespannung des EC-Paares 134/135 zwischen Villa Opicina und Triest mit einer Tageslaufleistung von 58 km.

## Technik
Das Rollout der ersten Lokomotive war am 31. März 2005 im Siemens-Werk München-Allach. Die Maschinen entsprechen im elektrischen und elektronischen Teil weitgehend den ES64F4, im mechanischen Teil jedoch den ES64U2. Die Detailänderungen:
- Der Wagenkasten ist um 300 mm länger
- Vier konventionelle Türen statt zwei zum Maschinenraum und Notausstiege, um die Innenausstattung der ES64F4 übernehmen zu können.
- Verkleidung der Dachaufbauten, welche (wie bei den ES64F4) wesentlich umfangreicher sind
- Gegenüber den 1116 abgesenkter Dachmittelteil, um die Fahrzeugbegrenzungslinie nach UIC 505 einzuhalten
- Das obere Signallicht der Frontbeleuchtung befindet sich jetzt über dem Frontfenster
- LED-Beleuchtung wie bei DB-Baureihe 189/ES64F4
- Griffstangen für den Verschieber bis zu den Ecken gezogen
- Das von den ES64U2 bekannte Anfahrgeräusch mit dorischer Tonleiter ist entfallen.

Um Masse zu sparen, wurde der Haupttransformator 2,5 Tonnen leichter ausgeführt. Deshalb ist die Leistung der Lokomotiven etwas geringer als die des Vorgängermodells: Dauerleistung 6 MW, Stundenleistung 6,4 MW.
Die Lokomotiven können Kuppen mit einer Gradientenausrundung ab 250 m befahren.
| Variante   | AT/DE | IT   | SI    | HR    | HU    | SK    | CZ    | PL   |
| ---------- | ----- | ---- | ----- | ----- | ----- | ----- | ----- | ---- |
| Variante A | ja    | ja   | ja    | nein  | nein  | nein  | nein  | nein |
| Variante B | ja    | nein | ja    | teils | nein  | nein  | nein  | nein |
| Variante C | ja    | nein | teils | nein  | teils | teils | teils | nein |

Aufgrund ihrer modularen Bauweise ist mit dem Grundtyp eine große Anzahl an unterschiedlichen Einsatzgebieten realisierbar. Entscheidend sind dabei drei Faktoren: das Fehlen oder Vorhandensein der Gleichstromkomponenten, die eingebauten Zugbeeinflussungseinrichtungen und die Palettenbreite der Stromabnehmer. 
Die Grundvariante stellt dabei Variante B dar: Zwei Stromabnehmer für Wechselspannung mit breitem Schleifstück sowie innen zwei weitere Stromabnehmer für Gleichspannung, diese mit schmalem Schleifstück. Außer PZB und LZB sowie eventuell ETCS ist keine weitere Zugbeeinflussungseinrichtung vorhanden. Dies ermöglicht einen Einsatz in Österreich, Deutschland und Slowenien. 
Wird eine Lokomotive der Variante B zusätzlich mit der italienischen Zugbeeinflussung SCMT ausgerüstet und einer italienischen Betriebsnummer (E190 xxx) versehen, so ist zusätzlich zu einer Zulassung in Österreich, Deutschland und Slowenien auch eine in Italien möglich. Dies wird als Variante A bezeichnet. 
Wenn die Gleichspannungsstromabnehmer mit breiten Schleifstücken versehen sind und MIREL vorhanden ist, handelt es sich um eine Lokomotive der Variante C mit möglicher Zulassung in Österreich, Deutschland, Tschechien, der Slowakei und Ungarn.
In den letzten Jahren ist von dieser strikten Varianteneinteilung immer mehr abgewichen worden. Einzelne Lokomotiven der Variante B erhielten etwa einen Stromabnehmer mit einer »Balkanpalette« mit einer Breite von 1600 mm für Einsätze in Kroatien.
| Eigentümer | Nummer        | Variante | AT/DE | IT   | SLO  | HR   | CZ   | SK      | HU   | PL   | RO   |
| ---------- | ------------- | -------- | ----- | ---- | ---- | ---- | ---- | ------- | ---- | ---- | ---- |
| ÖBB        | 1216 001–009  | A        | ja    | ja   | ja   | nein | nein | nein    | nein | nein | nein |
| ÖBB        | 1216 210      | C        | ja    | nein | ja   | nein | ja   | teils 1 | nein | nein | nein |
| ÖBB        | 1216 011–025  | A        | ja    | ja   | ja   | nein | nein | nein    | nein | nein | nein |
| ÖBB        | 1216 226–231  | C        | ja    | nein | nein | nein | ja   | teils 1 | nein | nein | nein |
| ÖBB        | 1216 032      | A        | ja    | ja   | ja   | nein | nein | nein    | nein | nein | nein |
| ÖBB        | 1216 233–240  | C        | ja    | nein | nein | nein | ja   | teils 1 | nein | nein | nein |
| ÖBB        | 1216 141–148  | B        | ja    | nein | ja   | ja   | nein | nein    | nein | nein | nein |
| ÖBB        | 1216 249, 250 | C        | ja    | nein | nein | nein | ja   | teils 1 | nein | nein | nein |